# Krosno
Krosno é um município da Polônia, na voivodia da Subcarpácia. Estende-se por uma área de 43,48 km², com 46 600 habitantes, segundo os censos de 2018, com uma densidade de 1049,1 hab/km².